# اوریسا (فیلم)
اوریسا (انگلیسی: Orissa) فیلمی است که در سال ۲۰۱۳ منتشر شد.